# 担布尤贡山
担布尤贡山（马来文：Gunung Tambuyukon）是马来西亚第三高峰，海拔最高为2579米。其毗邻京那巴鲁山（神山）。山上动植物种类繁多，包括大量的猪笼草。